# Luka Maros
Luka Maros (* 20. März 1994) ist ein Schweizer Handballspieler.

## Karriere

### Im Verein
Luka Maros spielte zunächst für den GC Amicitia Zürich. 2013 wechselte er zu Pfadi Winterthur. Mit Winterthur gewann er den Schweizer Cup 2015. Seit 2015 steht er im Kader der Kadetten Schaffhausen. Mit Schaffhausen gewann er 2016, 2017, 2019 und 2022 die Schweizer Meisterschaft, sowie mehrfach den Schweizer Cup. 2022 verlängerte er seinen Vertrag bis 2028. 2023 gewannen sie erneut die Schweizer Meisterschaft.
2013 wurde er als «Bester Nachwuchs-Spieler U21» mit dem Swiss Handball Award ausgezeichnet.

### In Auswahlmannschaften
Mit der Schweizer Jugend-Nationalmannschaft nahm er an der U18-Europameisterschaft 2012 teil und belegte den 13. Platz. Er wurde Torschützenkönig des Turniers mit 60 Toren. Mit den Junioren belegte er den 7. Platz bei der U21-Weltmeisterschaft 2013.
Sein erstes Spiel für die Schweizer A-Nationalmannschaft machte er 2012 gegen Ägypten. Mit der Schweiz nahm er an der Europameisterschaft 2020 teil und belegte den 16. Platz. An der Europameisterschaft 2024 warf er zwei Tore in drei Spielen und belegte mit dem Team den 21. Rang. An der Weltmeisterschaft 2025 warf er 21 Tore in sechs Spielen und erreichte mit der Auswahl den 11. Platz.